# Sibila de Brunswick-Wolfenbüttel
Sibila Úrsula de Brunswick-Wolfenbüttel (en alemán, Sybille Ursula von Braunschweig-Wolfenbüttel; Hitzacker, 8 de febrero de 1629-Glücksburg, 12 de diciembre de 1671), miembro de la Casa de Welf, era hija del duque Augusto de Brunswick-Luneburgo y, por matrimonio, duquesa de Schleswig-Holstein-Sonderburg-Glücksburg. Destacó como traductora y escritora.

## Biografía
Sibila Úrsula nació en Hitzacker, la tercera hija del duque Augusto (1579-1666) de su segundo matrimonio con la princesa ascania Dorotea de Anhalt-Zerbst (1607-1634). Su padre asumió el gobierno del Principado de Brunswick-Wolfenbüttel en 1634. Sibila Úrsula se convirtió en la hijastra de Isabel Sofía de Mecklemburgo (1613-1676), la tercera esposa del duque Augusto que se distinguió como poeta y compositora. Al igual que sus hermanos, los duques de Brunswick, Rodolfo Augusto y Antonio Ulrico, recibió una educación integral en la corte de Wolfenbüttel por parte de académicos como Justus Georg Schottel y Sigmund von Birken.
Durante varios años, mantuvo correspondencia con Madeleine de Scudéry y Johannes Valentinus Andreae. Sibila Úrsula escribió parte de una novela, Die Durchlauchtige Syrerin Aramena (Aramena, la noble dama siria), que cuando estuvo completa sería la novela cortesana más famosa de la literatura barroca alemana; fue terminada por su hermano Antonio Ulrico y editada por Sigmund von Birken. Otros escritos suyos incluyen una obra de teatro en cinco actos y una serie de meditaciones espirituales. Sus traducciones al alemán incluyen dos novelas (Cassandre y Cléopâtre) de La Calprenède, partes de Clélia de Madame de Scudéry e Introductio ad sapientiam, uno de los escritos latinos de Juan Luis Vives, un humanista español.
Inicialmente decidida a permanecer soltera, en 1663 finalmente se casó con el duque Cristián de Schleswig-Holstein-Sonderburg-Glücksburg (1627-1698), a la edad de 34 años. Su esposo, el único hijo sobreviviente del duque Felipe de Schleswig-Holstein-Sonderburg-Glücksburg, había tomado el control del castillo de Glücksburg el año anterior y pudo restaurar las finanzas públicas con la ayuda de sus parientes Wolfenbüttel.
Sibila Úrsula cayó gravemente enferma ya en 1664, probablemente por la sífilis transmitida por su esposo, lo que terminó su trabajo literario. Sufriendo de un estado cada vez más depresivo, murió en su tercer parto. Ninguno de sus dos hijos alcanzó los dos años de vida.

## Matrimonio y descendencia
En 1663 contrajo matrimonio con el duque Cristián de Schleswig-Holstein-Sonderburg-Glücksburg. Dos niños nacieron de esta unión:
- Federico (1664-1664).
- Sofía (1668-1668).